# عبد الرحيم دورسون
عبد الرحيم دورسون (بالتركية: Abdurrahim Dursun)‏ هو لاعب كرة قدم تركي في مركز ظهير ‏، ولد في 1 ديسمبر 1998 في بايبرد في تركيا. لعب مع طرابزون سبور.

## وصلات خارجية
- عبد الرحيم دورسون على موقع الاتحاد الأوربي (الإنجليزية)
- عبد الرحيم دورسون على موقع اتحاد تركيا (لاعب) (الإنجليزية)
- عبد الرحيم دورسون على موقع قاعدة بيانات كرة القدم.إي يو (الإنجليزية)
- عبد الرحيم دورسون على موقع Soccerway.com (الإنجليزية)
- عبد الرحيم دورسون على موقع عالم كرة القدم.نت (الإنجليزية)